# Fame (David Bowie)
Fame is een nummer van Britse muzikant David Bowie, geschreven door hemzelf, John Lennon en Carlos Alomar. Het werd uitgebracht als de tweede single van zijn album Young Americans uit 1975.

## Achtergrond
Bowie nam het nummer op in New York na een ontmoeting met John Lennon. De twee hadden een jamsessie, waarna een eendaagse studiosessie werd geboekt in de Electric Lady Studios in januari 1975. Tijdens deze sessies had gitarist Carlos Alomar een riff ontwikkeld voor een cover van het nummer Footstompin' van de doowopgroep The Flairs, waarvan Bowie het "een verspilling" vond om deze voor een cover te gebruiken. Lennon, die op dat moment ook in de studio was, zong "aim" over deze riff. Dit werd door Bowie snel veranderd in "fame", waarna hij de rest van het nummer schreef. Lennon zingt aan het eind van het nummer het woord "fame" meerdere keren achter elkaar, waarbij het achtereenvolgens versneld, normaal en vertraagd werd afgespeeld.
De track was de eerste nummer 1-hit van Bowie in de Verenigde Staten. Hij gaf aan dat hij "geen enkel idee" had dat het nummer zo'n grote hit zou worden, aangezien "ik niet zou weten hoe ik een single moest kiezen, ook al werd het in mijn gezicht gedrukt".

## Tracklist
1. Fame (Bowie, Lennon, Alomar) - 3:30
2. Right (Bowie) - 4:13

- De alternatieve versie had Golden Years als B-kant, terwijl de Italiaanse versie Space Oddity als B-kant had.

## Muzikanten
- David Bowie: zang, gitaar
- Carlos Alomar: gitaar
- John Lennon: achtergrondzang en gitaar op Fame
- Dennis Davis: drums op Fame
- Emir Ksasan: basgitaar op Fame
- Willie Weeks: basgitaar op Right
- Mike Garson: piano op Right
- Andy Newmark: drums op Right
- David Sanborn: saxofoon op Right
- Larry Washington: conga op Right
- Luther Vandross, Robin Clark, Ava Cherry: achtergrondzang op Right

## Hitnoteringen

### Nederlandse Top 40
| Hitnotering: 18-10-1975 t/m 06-12-1975 | Hitnotering: 18-10-1975 t/m 06-12-1975 | Hitnotering: 18-10-1975 t/m 06-12-1975 | Hitnotering: 18-10-1975 t/m 06-12-1975 | Hitnotering: 18-10-1975 t/m 06-12-1975 | Hitnotering: 18-10-1975 t/m 06-12-1975 | Hitnotering: 18-10-1975 t/m 06-12-1975 | Hitnotering: 18-10-1975 t/m 06-12-1975 | Hitnotering: 18-10-1975 t/m 06-12-1975 | Hitnotering: 18-10-1975 t/m 06-12-1975 |
| Week:                                  | 1                                      | 2                                      | 3                                      | 4                                      | 5                                      | 6                                      | 7                                      | 8                                      |                                        |
| -------------------------------------- | -------------------------------------- | -------------------------------------- | -------------------------------------- | -------------------------------------- | -------------------------------------- | -------------------------------------- | -------------------------------------- | -------------------------------------- | -------------------------------------- |
| Positie:                               | 19                                     | 10                                     | 7                                      | 4                                      | 7                                      | 15                                     | 25                                     | 35                                     | uit                                    |

### Nationale Hitparade
| Hitnotering: 04-10-1975 t/m 22-11-1975 | Hitnotering: 04-10-1975 t/m 22-11-1975 | Hitnotering: 04-10-1975 t/m 22-11-1975 | Hitnotering: 04-10-1975 t/m 22-11-1975 | Hitnotering: 04-10-1975 t/m 22-11-1975 | Hitnotering: 04-10-1975 t/m 22-11-1975 | Hitnotering: 04-10-1975 t/m 22-11-1975 | Hitnotering: 04-10-1975 t/m 22-11-1975 | Hitnotering: 04-10-1975 t/m 22-11-1975 | Hitnotering: 04-10-1975 t/m 22-11-1975 |
| Week:                                  | 1                                      | 2                                      | 3                                      | 4                                      | 5                                      | 6                                      | 7                                      | 8                                      |                                        |
| -------------------------------------- | -------------------------------------- | -------------------------------------- | -------------------------------------- | -------------------------------------- | -------------------------------------- | -------------------------------------- | -------------------------------------- | -------------------------------------- | -------------------------------------- |
| Positie:                               | 29                                     | 29                                     | 22                                     | 8                                      | 6                                      | 6                                      | 7                                      | 15                                     | uit                                    |

### NPO Radio 2 Top 2000
| Nummer met noteringen in de NPO Radio 2 Top 2000 | '00  | '01  | '02  | '03  | '04  | '05  | '06  | '07 | '08  | '09  | '10  | '11  | '12  | '13  | '14  | '15  | '16 | '17  | '18  | '19  | '20  | '21  | '22  | '23  | '24  |
| ------------------------------------------------ | ---- | ---- | ---- | ---- | ---- | ---- | ---- | --- | ---- | ---- | ---- | ---- | ---- | ---- | ---- | ---- | --- | ---- | ---- | ---- | ---- | ---- | ---- | ---- | ---- |
| Fame                                             | 1253 | 1179 | 1292 | 1477 | 1287 | 1576 | 1811 | -   | 1812 | 1774 | 1627 | 1861 | 1578 | 1582 | 1301 | 1803 | 961 | 1323 | 1645 | 1686 | 1686 | 1931 | 1808 | 1932 | 1994 |

1. ↑  Een '-' betekent dat het nummer niet was genoteerd en een vetgedrukt getal geeft de hoogste notering aan.
2. ↑  2000 was het eerste jaar met een notering voor dit nummer.

## Fame '90
In 1990 werd een remix van "Fame" uitgebracht, genaamd "Fame '90", als voorloper op Bowies verzamelalbum Changesbowie en zijn Sound+Vision Tour. Bowie wilde een succesvolle Amerikaanse single remixen voor het album, en van de twee opties ("Fame" en "Let's Dance") was de laatste te recent.
In de videoclip, geregisseerd door Gus Van Sant, zijn beelden uit oudere videoclips van Bowie te zien. Daarnaast danst hij met Louise Lecavalier, een van de danseressen op zijn Sound+Vision Tour.

### Tracklist
- Geschreven door David Bowie, John Lennon en Carlos Alomar.

Verenigde Staten
1. "Fame '90" (met Queen Latifah) - 4:10
2. "Fame '90 (House Mix)" - 5:58
3. "Fame '90 (Gass Mix)" - 3:38
4. "Fame '90 (Hip Hop Mix)" - 5:58
5. "Fame '90 (Absolutely Nothing Premeditated/Epic Mix)" - 14:25

West-Duitsland
1. "Fame '90 (House Mix)" - 5:58
2. "Fame '90 (Hip Hop Mix)" - 5:58
3. "Fame '90 (Gass Mix)" - 3:38
4. "Fame '90" (Queen Latifah's Rap Version) - 4:10

7" vinyl-single
1. "Fame '90 (Gass Mix)" - 3:38
2. "Fame '90" (Queen Latifah's Rap Version) - 4:10

7" limited edition vinyl-single
1. "Fame '90 (Gass Mix)" - 3:38
2. "Fame '90 (Bonus Beat Mix)" - 4:45

### Hitnoteringen

#### Nederlandse Top 40
| Hitnotering: 28-04-1990 t/m 26-05-1990 | Hitnotering: 28-04-1990 t/m 26-05-1990 | Hitnotering: 28-04-1990 t/m 26-05-1990 | Hitnotering: 28-04-1990 t/m 26-05-1990 | Hitnotering: 28-04-1990 t/m 26-05-1990 | Hitnotering: 28-04-1990 t/m 26-05-1990 | Hitnotering: 28-04-1990 t/m 26-05-1990 |
| Week:                                  | 1                                      | 2                                      | 3                                      | 4                                      | 5                                      |                                        |
| -------------------------------------- | -------------------------------------- | -------------------------------------- | -------------------------------------- | -------------------------------------- | -------------------------------------- | -------------------------------------- |
| Positie:                               | 26                                     | 21                                     | 17                                     | 23                                     | 40                                     | uit                                    |

#### Nationale Top 100
| Hitnotering: 07-04-1990 t/m 09-06-1990 | Hitnotering: 07-04-1990 t/m 09-06-1990 | Hitnotering: 07-04-1990 t/m 09-06-1990 | Hitnotering: 07-04-1990 t/m 09-06-1990 | Hitnotering: 07-04-1990 t/m 09-06-1990 | Hitnotering: 07-04-1990 t/m 09-06-1990 | Hitnotering: 07-04-1990 t/m 09-06-1990 | Hitnotering: 07-04-1990 t/m 09-06-1990 | Hitnotering: 07-04-1990 t/m 09-06-1990 | Hitnotering: 07-04-1990 t/m 09-06-1990 | Hitnotering: 07-04-1990 t/m 09-06-1990 | Hitnotering: 07-04-1990 t/m 09-06-1990 |
| Week:                                  | 1                                      | 2                                      | 3                                      | 4                                      | 5                                      | 6                                      | 7                                      | 8                                      | 9                                      | 10                                     |                                        |
| -------------------------------------- | -------------------------------------- | -------------------------------------- | -------------------------------------- | -------------------------------------- | -------------------------------------- | -------------------------------------- | -------------------------------------- | -------------------------------------- | -------------------------------------- | -------------------------------------- | -------------------------------------- |
| Positie:                               | 83                                     | 68                                     | 43                                     | 32                                     | 23                                     | 19                                     | 16                                     | 21                                     | 40                                     | 73                                     | uit                                    |